# Саймон Ґотч
Джон Сміт (англ. John Smith, нар. 18 жовтня 1982, Гобокен, Нью-Джерсі, США) — професійний американський реслер. Нині виступає на підготовчому майданчику NXT.

## Життєпис

### Незалежні терени
Певний час виступав у таких незалежних федераціях як: All Pro Wrestling, Pro Wrestling Guerrilla, Chikara та Full Impact Pro де зажив слави під прибраним ім'ям Раян Драґо. 

### NXT
У червні 2013-го уклав угоду з WWE, відразу після чого був відряджений на місцеві терени розвитку WWE — арену NXT, де змінив своє прибране ім'я на Саймон Ґотч. У червні 2014 року Ґотч разом з Айденом Інґлішем сформував команду знану як The Vaudevillains. 

## Реслінґ
- Фінішери
  - Gentleman's Clutch
  - Backbreaker
  - Brock Samson's Revenge

- Музичний супровід
  - «A Quicker Accomplishement» від Art Test Music
  - «Voix de Ville» від CFO$

## Здобутки та нагороди
- World League Wrestling
  - WLW Tag Team Championship (1 раз) — з Elvis Aliaga